# NGC 3535
NGC 3535 este o galaxie spirală situată în constelația Leul. A fost descoperită în 18 aprilie 1784 de către William Herschel.